# Norbert Treitz
Norbert Treitz (* 1944; † 2017) war ein deutscher Physiker und Physik-Didaktiker. Er studierte von 1963 bis 1969 Physik an der Universität zu Köln, wo er 1974 auch promovierte. Seit 1977 arbeitete er an der Universität Duisburg. Dort habilitierte er sich 1985 in Didaktik der Physik. Danach hatte er eine Professur für Didaktik der Physik in Duisburg inne. Einer breiten Öffentlichkeit bekannt wurde er durch seine Kolumne Physikalische Unterhaltungen in der Zeitschrift Spektrum der Wissenschaft. Prof. Treitz legte besonderen Wert auf die Entwicklung von physikalischen Experimenten und mathematischen Anschauungsobjekten mit alltäglichen Gegenständen, die in jedem Haushalt vorhanden oder leicht zu beschaffen sind. Einige seiner mathematischen Objekte wurden in dem Mathematikmuseum Mathematikum ausgestellt. Ein weiterer Schwerpunkt seiner Arbeit war der Einsatz von Computern in der Lehre und im Unterricht.

## Bibliographie
Siehe 
- N. Treitz:  Physikalische Unterhaltungen, Spektrum der Wissenschaft Verlag, Heidelberg, 2010, ISBN 978-3-941205-57-4
- N. Treitz: Brücke zur Physik, Verlag Harri Deutsch, Thun und Frankfurt am Main, 3. Auflage, 2003, ISBN 3-8171-1664-0
- N. Treitz: Spiele mit Physik, Verlag Harri Deutsch, Thun und Frankfurt am Main, 1991, ISBN 3-87144-632-7
- N. Treitz: Farben, Klett, Stuttgart, 1985, ISBN 978-3-12-983990-4
- N. Treitz: Spiele mit Computer-Grafik für Phantasie und Logik, Hagemann, Düsseldorf, 1984, ISBN 978-3-544-53003-5
- N. Treitz: Besser programmieren mit dem C64, Hagemann, Düsseldorf, 1984, ISBN 978-3-544-53002-8
- N. Treitz: Besser programmieren mit dem VC20, Hagemann, Düsseldorf, 1983, ISBN 3-544-53001-5
- N. Treitz: Interaktive Programme zur Physik, Auslis-Verlag Deubner, Köln
- N. Treitz: Untersuchungen am System W(100) – O2 mit SIMS und EID, Dissertation an der Universität Köln, 1974